# وزير الدفاع (الولايات المتحدة)
وزير الدفاع الأمريكي هو رئيس والمدير التنفيذي لوزارة الدفاع الأمريكية، وهذا المنصب يتطابق مع ما هو معروف عموما عن وزراء الدفاع في العديد من البلدان الأخرى. ويعين وزير الدفاع من قبل رئيس الولايات المتحدة بمشورة وموافقة مجلس الشيوخ، وصاحب هذا المنصب بموجب القانون يعتبر عضواً في مجلس الأمن القومي الأمريكي. وزير الدفاع الأمريكي هو مكتب قانوني، وعلى وزير الدفاع حقوق وسلطة توجيه وزارة الدفاع الأمريكية، وعلى حامل المنصب أن يعين مساعدين للمشورة. يعتبر عموماً وزراء الدفاع، الخارجية، وزير الخزانة أو المالية، وزير الأمن الداخلي، أهم أربعة وزراء بسبب أهمية وزاراتهم،. ولذلك يتقاضى وزير الدفاع راتب المستوى الأول، وبالتالي يحصل على راتب قدره 199700 دولار أمريكي في السنة. وزير الدفاع الحالي هو بيت هيغسيث وتولى المنصب في 25 يناير 2025.

## التاريخ

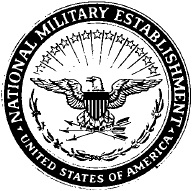
ختم وزارة الدفاع الأمريكية (1947–1949)

تأسس الجيش الأمريكي وقوات المارينز والبحرية الأمريكية في عام 1775 بالتزامن مع اندلاع الثورة الأمريكية، وأنشأت وزارة الحرب تحت إدارة وزير الحرب وبأمر من الكونغرس الأمريكي عام 1789 لتتولى إدارة الجيش وقوات البحرية إلى أن تم تأسيس قسم خاص بالبحرية عام 1798.

## السلطة

الهيكل التنظيمي لوزارة الدفاع الأمريكية

تشكل وزارة الدفاع بالإضافة إلى رئيس أمريكا السلطة الوطنية العليا, حيث لا يمكن للقوات الأمريكية اتخاذ أي خطوة دون تلقي أوامر واضحة موافق عليها من كلا الجهتين. تتحمل الوزارة والمكتب الرئاسي مسؤولية اقرار وتنظيم الهجمات النووية والعمليات الحربية.
يحق لوزير الدفاع عقد محكمة عسكرية وفقاً للمادة 23 والمادة 24 من الدستور الأمريكي.

## قائمة بوزراء دفاع أمريكا
| #  | الصورة               | الاسم               | المدة                           | المدة          | الرئيس                     |
| #  | الصورة               | الاسم               | التعيين                         | الانتهاء       | الرئيس                     |
| -- | -------------------- | ------------------- | ------------------------------- | -------------- | -------------------------- |
| 1  | James Forrestal      | جايمس فنسنت فورستال | 19 سبتمبر 1947                  | 19 مارس 1949   | هاري ترومان                |
| 2  | Louis A. Johnson     | لويس آرثر جونسون    | 28 مارس 1949                    | 19 سبتمبر 1950 | هاري ترومان                |
| 3  | George C. Marshall   | جوروج مارشال        | 19 سبتمبر 1950                  | 19 سبتمبر 1951 | هاري ترومان                |
| 4  | Robert A. Lovett     | روبرت لوفيت         | 19 سبتمبر 1951                  | 20 يناير 1953  | هاري ترومان                |
| 5  | Charles E. Wilson    | تشارلز ويلسون       | 28                              | 8              | دوايت آيزنهاور             |
| 6  | Neil H. McElroy      | نيل ماكلروي         | 9 أكتوبر 1957                   | 1 ديسمبر 1959  | دوايت آيزنهاور             |
| 7  | Thomas S. Gates      | توماس غايتس         | 2                               | 20             | دوايت آيزنهاور             |
| 8  | Robert McNamara      | روبرت ماكنامارا     | 21                              | 29             | جون كينيدي ليندون جونسون   |
| 9  | Clark M. Clifford    | كلارك كليفورد       | 1 مارس 1968                     | 20يناير 1969   | ليندون جونسون              |
| 10 | Melvin R. Laird      | ميلفن لايرد         | 22 يناير 1969                   | 29 يناير 1973  | ريتشارد نيكسون             |
| 11 | Elliot L. Richardson | إليوت ريتشاردسن     | 30 يناير 1973                   | 24 مايو 1973   | ريتشارد نيكسون             |
| 12 | Schlesinger          | جايمس شيلزنغر       | 2 يوليو 1973                    | 19 نوفمبر 1975 | ريتشارد نيكسون جيرالد فورد |
| 13 | رمزفليد              | دونالد رمزفلد       | 20 نوفمبر 1975                  | 20 يناير 1977  | جيرالد فورد                |
| 14 | Harold Brown         | هارولد براون        | 21 يناير 1977                   | 20 يناير 1981  | جيمي كارتر                 |
| 15 | Caspar W. Weinberger | كاسبر واينبرغر      | 21                              | 23             | رونالد ريغان               |
| 16 | Carlucci             | فرانك كارلوتشي      | 23                              | 20             | رونالد ريغان               |
| 17 | Cheney               | ديك تشيني           | 21                              | 20             | جورج بوش                   |
| 18 | Les Aspin            | ليزلي آسبن          | 21 يناير 1993                   | 3 فبراير 1994  | بيل كلينتون                |
| 19 | William J. Perry     | وليام بيري          | 3 فبراير 1994                   | 24 يناير 1997  | بيل كلينتون                |
| 20 | William S. Cohen     | وليام كوهن          | 24 يناير 1997                   | 20يناير 2001   | بيل كلينتون                |
| 21 | Rumsfeld             | دونالد رامسفيلد     | 20 يناير 2001                   | 18 ديسمبر 2006 | جورج بوش                   |
| 22 | Gates                | روبرت غيتس          | 18 ديسمبر 2006                  | 1 يوليو 2011   | جورج بوش باراك اوباما      |
| 23 | Panetta              | ليون بانيتا         | 1 يوليو 2011                    | 27 فبراير 2013 | باراك أوباما               |
| 24 | Panetta              | تشاك هيغل           | 27 فبراير 2013                  | 17 فبراير 2015 | باراك أوباما               |
| 25 |                      | آشتون كارتر         | 17 فبراير 2015                  | 20 يناير 2017  | باراك أوباما               |
| 26 |                      | جيمس ماتيس          | 20 يناير 2017                   | 31 ديسمبر 2018 | دونالد ترامب               |
| -  |                      | باتريك شاناهان      | 1 يناير 2019 (بالنيابة)         | 23 يونيو 2019  | دونالد ترامب               |
| -  |                      | مارك إسبر           | 24 يونيو 2019 (بالنيابة)        | 15 يوليو 2019  | دونالد ترامب               |
| -  |                      | ريتشارد فون سبنسر   | 15 يوليو 2019 (القائم بالأعمال) | 23 يوليو 2019  | دونالد ترامب               |
| 27 |                      | مارك إسبر           | 23 يوليو 2019                   | 9 نوفمبر 2020  | دونالد ترامب               |
| -  |                      | كريستوفر ميلر       | 9 نوفمبر 2020                   | 20 يناير 2021  | دونالد ترامب               |
| 28 |                      | لويد أوستن          | 22 يناير 2021                   | 20 يناير 2025  | جو بايدن                   |

## وزراء الدفاع السابقين الأحياء
- ديك تشيني: وزير الدفاع السابع عشر
- وليام بيري: وزير الدفاع التاسع عشر
- وليام كوهين: وزير الدفاع العشرون
- روبرت غيتس: وزير الدفاع الثاني والعشرون
- ليون بانيتا: وزير الدفاع الثالث والعشرون
- تشاك هيغل: وزير الدفاع الرابع والعشرون
- آشتون كارتر: وزير الدفاع الخامس والعشرون
- جيمس ماتيس: وزير الدفاع السادس والعشرون